# Cyderhall
Das 1987 entdeckte und anschließend ausgegrabene Souterrain und das benachbarte Rundhaus von Cyderhall (auch Cyderhall Farm genannt) liegen westlich von Lonemore und Dornoch am Dornoch Firth in Sutherland an der Ostseite Schottlands. Die unkalibrierten Radiokarbondaten liegen zwischen 390 und 270 v. Chr. Das Rundhaus hatte eine mehrphasige Nutzung. Beide Anlagen wurden durch den Kiesabbau beschädigt. Die Kombination eines Souterrains mit oberirdischen Strukturen ist üblich – in Sutherland gibt es dafür Beispiele in Achindale, Allt Cille Pheadair, Loch Hope und Portnancon. Cyderhall ist eines von 40 Souterrains in Sutherland.

## Das Souterrain
Bei den Souterrains wird grundsätzlich zwischen „rock-cut“, „earth-cut“, „stone built“ und „mixed“ Souterrains unterschieden. Das Nordwest-Südost orientierte Souterrain liegt oberhalb des Rundhauses an einem leichten Hang, der zum Evelix River abfällt. Der innen etwa 1,7 m breite und 1,75 m hohe Graben des Souterrains überstand den Kiesabbau auf einer Länge von 7,2 m (Nordostseite) und 2,7 m lang (Südwestseite). Die nahezu senkrechten Wände aus großen rötlichen, hochkant gesetzten Sandsteinblöcken waren innen glatt und mit Zwischenmauerwerk verbunden. Es ist unwahrscheinlich, dass die Resthöhe der Wände der ursprünglichen Höhe entsprach, da kein Deckenanschluss erhalten blieb. Hingegen weist eine Reihe von Pfostenlöchern mit Steinpackungen im radialen Abstand von 0,8 bis 0,95 m auf Holzpfosten hin, die als Deckenstützen fungierten, denn die Steinwände waren nicht stabil genug, um ein Steindach zu tragen. Da während der Ausgrabung auch keine Platten von ausreichender Länge gefunden wurden, ist ein Holzdach wahrscheinlich.
Falls das Souterrain nicht unterhalb des nordwestlich gelegenen Rundhauses verlief und die erhaltenen Reste des Souterrains bis nahe an das ehemalige Südende reichen, worauf es Hinweise gibt, dann hatte das Souterrain eine maximale Länge von nur 10 m.
Der Boden des Souterrain bestand aus einer 0,05–0,09 m dicken Schicht aus grauem schluffigen Kies, in der trotz vorsichtiger Ausgrabung keine Funde gemacht wurden. Eine runde Grube von 1,05 m Tiefe und 1,5 m Durchmesser war in den Boden gegraben. Dies machte den Durchgang des Souterrains sehr schwierig, es sei denn, sie wurde von Bohlen überdeckt. Der Zweck der bisher einzigartigen Konstruktion ist unklar. Die Grubenfüllung war sandig. Es war unmöglich festzustellen, ob das Souterrain zusammengebrochen oder absichtlich zerstört worden ist. Im Souterrain war eine Füllschicht mit einer maximalen Tiefe von 0,9 m vorhanden, über der zu einem nicht feststellbaren Zeitpunkt Erde und Kies des Oberbodens eingesunken waren.

## Das Rundhaus
Das Rundhaus überlebte nur zu einem Drittel. Der versunkene Boden lag unmittelbar westlich des Souterrains. Vom Rundhaus geht an der Westseite eine gerade Rinne in Richtung Souterrain aus. Drei Phasen der Nutzung des Rundhauses wurden identifiziert.

### Phase 1
Die Schnittkante des Kiesabbaus zeigt die Form des erhaltenen Hausbereichs. Die Bodenhöhe lag etwa 0,22–0,44 m unterhalb der von Maschinen befreiten deckenden Oberfläche. Der Durchmesser betrug neun Meter. Pfostenlöcher, die zu einem äußeren und einem inneren Kreis gehörten, und deren Steinpackungen wurden entdeckt. Die Tiefe der Pfostenlöcher lag zwischen 0,63 und 0,69 m. Zwei große Pfostenlöcher standen am Übergang vom Rundhaus und einer Rinne, die möglicherweise den Zugang zum Souterrain gebildet hat. Die 7,4 m lange und 1,8 m breite Rinne verlief im Bogen auf das Souterrain zu. Die Seiten waren steil, und drei Pfostenpaare können in der gleichen Weise wie beim Souterrain dazu beigetragen haben, die Decke zu stützen. Die sechs Pfostenlöcher hatten Tiefen bis zu 0,52 m. Ein verkohltes Stück Eichenpfosten fand sich in situ und ergab ein Radiokarbondatum von 380 v. Chr. Am Ende der Rinne fanden sich vier rechteckigen Steine. Sie können die Überreste der Barriere am Ende der Rinne gewesen sein oder die Basis für ein Tor gebildet haben. Eine 0,28 m tiefe rundliche Grube im Boden der Rinne hatte eine Füllung aus grauem Sand, bedeckt mit rötlichem oxidiertem Lehm und Holzkohle. Ihre Funktion ist nicht bekannt. Das Rundhaus Phase 1 und der Überbau der Rinne brannten 280 v. Chr. nieder.

### Phase 2
Der Brandhorizont wurde abgedeckt. Den Wiederaufbau des Rundhauses belegt rotbrauner toniger Kies, der einen Rand auf der Umrisslinie des früheren Gebäudes bildete und von der Wandverkleidung stammen kann. Im Zusammenhang mit dieser Nutzungsphase wurden wenig weitere Belege gefunden, aber über dem unteren Brandhorizont wurde ein weiterer gefunden. Dieser bestand aus verkohlten Eichenbalken. Die Rinne wurde zu einem steilen 1,08 m breiten und am westlichen Ende 0,7 m tiefen Graben von nur mehr 5,8 m Länge verkürzt.

### Phase 3
Ein weiteres Haus wurde an gleicher Stelle errichtet, von dem allerdings durch das Abziehen des Bodens für den Kiesabbau nur die unterste Ebene belegbar ist. Der graue Sand bildete eine fleckige Bodenfläche und die Rinne bildete nun nur eine leicht eingesunkene Struktur. Der Durchmesser des Hauses war etwas größer, als Beleg wurden sechs bis zu 0,34 m tiefe Pfostenlöcher von 0,3 bis 0,4 m Durchmesser gefunden. Das Dach wurde in diesem Fall durch einen massiven Mittelpfosten gestützt, von dessen Grube ein Teil überlebte. Sie war 1,6 m tief und hatte 1,4 m Durchmesser.

## Vorratsgrube
Die Vorratsgrube wurde außerhalb der Baulichkeiten gefunden, daher ist es nicht sicher, zu welcher Nutzungsphase sie gehört. Der Grubenrest misst 0,9 × 1,3 m. Spuren eines lehmigen Sandfutters mit verkohltem Holz lagen in der Grube in Orten. Die Füllung bestand aus verkohltem Getreide. Die Analyse des verkohlten Materials aus der Grube legt nahe, dass sechsreihige Gerste (Hordeum vulgare) die wichtigste Nahrungspflanze war und als ganze Ähre gespeichert wurde. An anderen Getreidearten waren Emmer (Triticum dicoccum) und Hafer (Avena sp) definitiv vorhanden, möglicherweise auch Dinkel (Triticum cfspelta) und Roggen (Secale cereale cf).

## Die Funde
Im Souterrain wurden keine Artefakte gefunden. Vier Rinderzähne und Knochenfragmente lagen im Füllmaterial. Im Rundhaus fand sich zerscherbte Keramik, Knochen und Feuerstein.

## Legende
Die Orkneyinga Saga erzählt, wie der erste Earl der Orkney, Sigurd Eysteinsson oder Sigurd I. (the Mighty), den Norden Schottlands eroberte und 892 nach Dornoch kam, um seinen Feind „Maelbrighte of Moray“ und 40 seiner Männer zu töten. Sigurd wurde jedoch tödlich verwundet und er wurde laut Saga „in einem Hügel am Ufer des Flusses Oykel“ begraben. Die Lage des Grabes ist unbekannt, aber Experten glauben, dass er eher am Evelix River, der wie der Oykel in den Dornoch Firth fließt, aber näher bei Dornoch liegt, begraben wurde. An der Mündung liegt die Cyderhall Farm, die im 13. Jahrhundert, noch als Syvardhowe – oder der „Howe (Grabhügel) von Sigurd“ – bekannt war. Im Acker auf dem Farmgelände wurde tatsächlich ein allerdings kleines Wikingergrab gefunden.